# Barice
Barice är ett samhälle i Montenegro. Det ligger i den centrala delen av landet. Barice ligger 1 405 meter över havet och antalet invånare är 518.